# Мюнхенская речь Владимира Путина
Мю́нхенская речь — речь, произнесённая президентом Российской Федерации Владимиром Путиным на 43-й Мюнхенской конференции по безопасности 10 февраля 2007 года. Это было первое выступление главы российского государства на Мюнхенской конференции. Основными темами его речи стали критика однополярного миропорядка и роли ОБСЕ, расширение НАТО на восток, разоружение и иранская ядерная программа.
Речь Путина рассматривалась как послание России Западу: страна не намерена принимать подчинённую роль в международных делах. Выступление ознаменовало собой значительный поворот во внешней политике России и стало сигналом о более напористой и независимой позиции на мировой арене. Путин ясно дал понять, что Россия готова защищать свои интересы и играть более активную роль в формировании мирового порядка.
Выступление послужило поводом для полемики в западных (прежде всего, американских) политических кругах о возобновлении Холодной войны.
Впоследствии, 24 октября 2014 года, Путин произнёс похожую по направленности «Валдайскую речь», которую многие аналитики сочли «продолжением мюнхенской».

## Подготовка

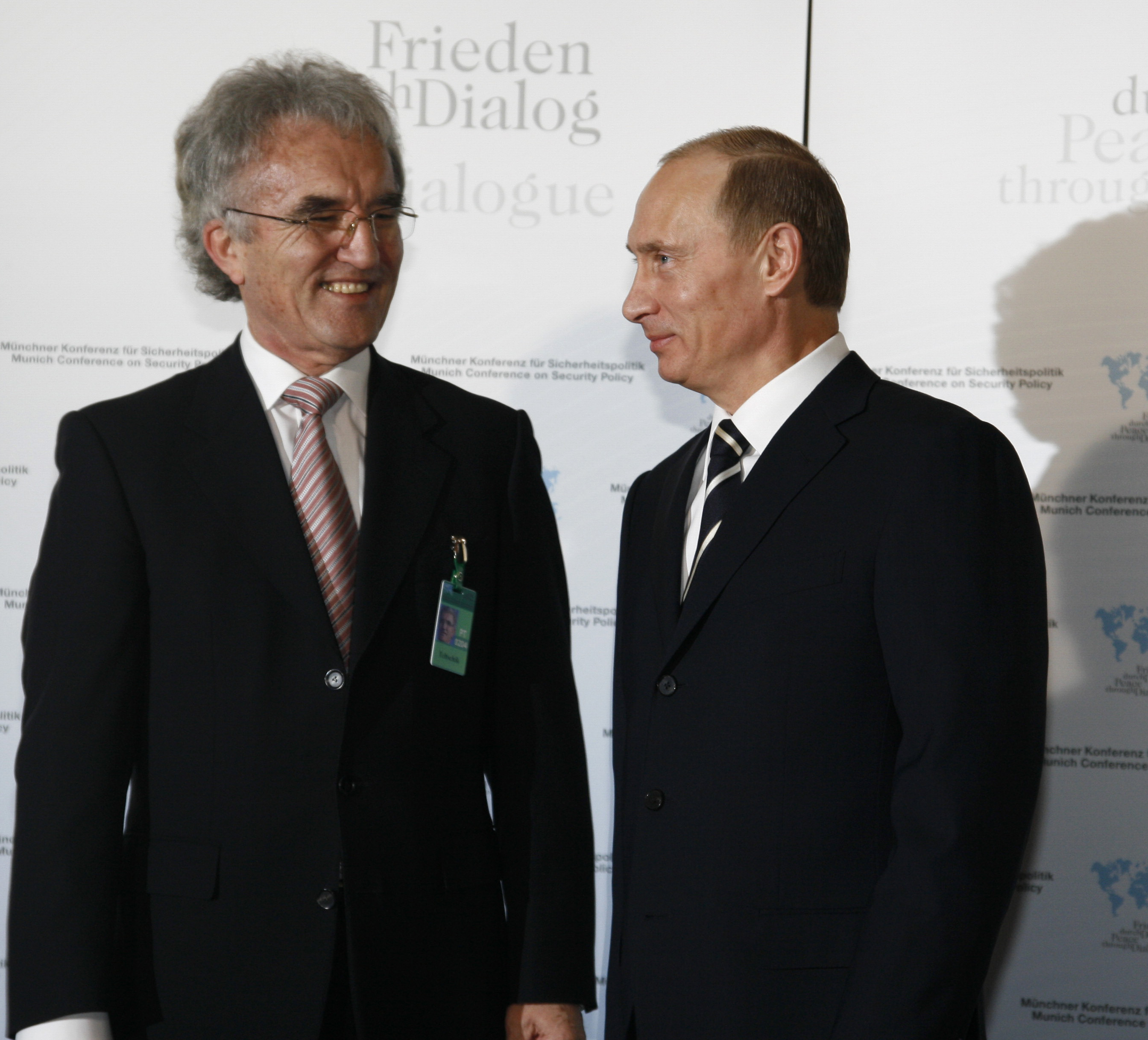
Хорст Тельчик и Владимир Путин, 2007 год

Приглашение Владимиру Путину направил Хорст Тельчик Хорст Тельчик, многолетний председатель Мюнхенской конференции по безопасности. С 1999 года Тельчик неоднократно встречался с Путиным, в том числе на частных встречах. В мае 2006 года Тельчик в частном порядке посетил Путина в Сочи и обсудил возможность его участия. Он предложил Путину использовать платформу конференции для открытого и откровенного изложения своей позиции перед аудиторией с большим международным резонансом. Об этой беседе он сообщил Ангеле Меркель в пространном письме, однако, как сообщается, не получил ответа. По словам историка Петера Хёреса, ключевым заявлением Путина в той беседе, как оно изложено в письме к Меркель (приложено к опубликованным в 2024 году дневникам Тельчика), было следующее: «Сначала необходимо прояснить и развить отношения между Россией и НАТО, прежде чем Украина сможет вступить в НАТО, а не наоборот. В противном случае НАТО станет врагом для России». Тельчик добавил комментарий к высказыванию Путина, назвав его особенно примечательным, поскольку оно «сигнализирует о готовности Путина к более тесной интеграции России в НАТО — в некотором смысле как компенсация за вступление Украины».
Последняя встреча Ангелы Меркель с Путиным состоялась 21 января 2007 года в Сочи, где она лично изложила цели Германии на время её председательства в ЕС и G8, начавшегося 1 января. Одной из её задач было обновление соглашения о сотрудничестве между ЕС и Россией, особенно в вопросах энергоснабжения. В своей автобиографии 2024 года Меркель описала встречу с Путиным как напряжённую, отмеченную его обвинениями, в частности, по поводу войны в Ираке и планируемого размещения ракет средней дальности, что Путин считал прямой угрозой для России. Меркель посоветовала ему обсудить этот вопрос напрямую с Джорджем Бушем-младшим.
В преддверии конференции министр обороны России Сергей Иванов резко критиковал НАТО, особенно США. По данным журналиста Эккарта Лозе (англ. Eckart Lohse), Иванов привлёк внимание общественности к спору по поводу планов США по размещению системы противоракетной обороны в Восточной Европе.

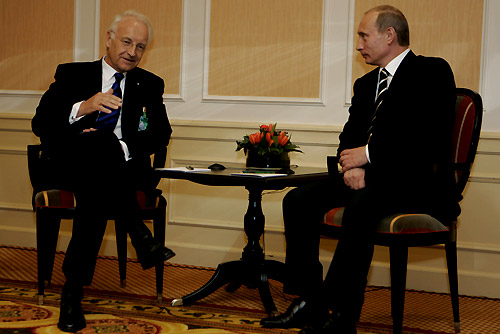
Эдмунд Штойбер и Путин, 2007 год

Накануне своего выступления Путин встретился с премьер-министром Баварии Эдмундом Штойбером в отеле Vier Jahreszeiten в Мюнхене. Позже к встрече присоединились Иванов и его сын.
Путин прибыл в Мюнхен с делегацией из 200 человек. В его кортеж входил специально бронированный Mercedes S-класса, за которым следовали другие машины, включая лимузин ЗиЛ.
Вечером в пятницу состоялся приветственный ужин. Согласно утечкам с дипломатических каналов, на нём велась бурная дискуссия об иранской угрозе безопасности Израиля.

## Вступительная речь Ангелы Меркель

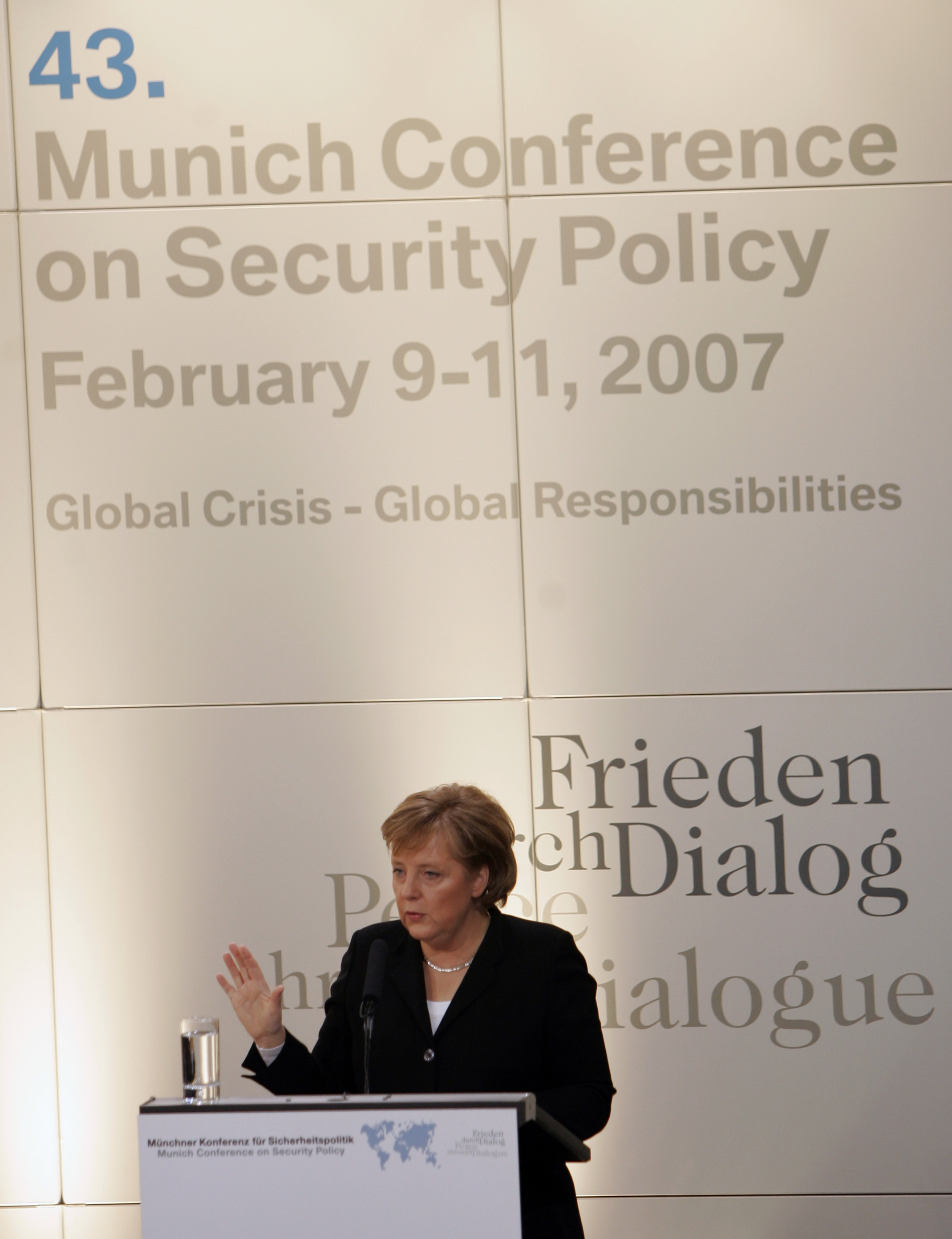
Ангела Меркель на 43-й Мюнхенской конференции по безопасности, 2007 год

В субботу утром, в отеле Bayerischer Hof, где проходила конференция, Меркель выступила с первой речью. Она начала с темы глобальных угроз, безопасности и ближневосточного конфликта, подтвердив, что североатлантическое партнёрство и европейская интеграция являются краеугольными камнями немецкой политики безопасности. Это плавно перешло в обсуждение миссии в Афганистане и обязанностей ЕС на Балканах. Она выразила стремление в период немецкого председательства в ЕС развивать отношения с Восточной Европой. Как отметил Хорст Тельчек, многие слушатели долго ожидали ключевую фразу, и она прозвучала: «Без всякого сомнения, в этом особенно важна партнёрство с Россией». Затем, как подчеркнул Тельчек, она обратилась лично к Путину. Она выразила радость в связи с его участием. Формирование будущих отношений между Россией, НАТО и ЕС оказывает решающее влияние на «стабильность общего пространства безопасности в Европе» и на отношения с «нашими» соседями. Во многих сферах Россия уже сегодня несёт с нами совместную ответственность. «Поэтому наш опыт таков: вместе с Россией мы можем многого добиться и многое изменить».
Это означает, что мы должны использовать и постоянно искать новые возможности, возникающие при сближении народов. Это означает: совместная ответственность между Россией, Европейским союзом и НАТО лежит в наших интересах. Поэтому мне очень важно, чтобы мы как можно скорее начали переговоры о соглашении о сотрудничестве с Европейским союзом и устранили существующие разногласия.
Затем она, по словам Тельчека, «почти сдержанно» добавила: «Я считаю, нам также нужно более тесное партнёрство между НАТО и Россией». Она упомянула о недавних переговорах. Необходимо вести «открытый диалог», в том числе по поводу стабильности сложных регионов вблизи российских границ. Различие позиций требует общения. По интерпретации Тельчека, она также затронула вопрос установки ракет средней дальности, решение по которым было принято незадолго до конференции: «Я говорю это и в свете новых военных установок, и всегда считаю важным продолжать диалог, а не говорить друг против друга — это нам ещё никогда не приносило пользы. Конечно, могут быть сферы, в которых на каком-то этапе невозможно достичь согласия, но делать вид, будто в этом мире мы не в высокой степени взаимозависимы, — это самообман».
Также в дипломатической депеше посольства США в Берлине подчёркивалось, что Меркель заявила о важности сотрудничества между НАТО, ЕС и Россией для будущего европейской безопасности. Относительно американских радаров ПРО в Польше и Чехии, несмотря на сильные разногласия, Меркель призвала к продолжению переговоров с Россией: «Прежде всего, Россия должна доказать, что она является надёжным партнёром в сфере энергетической безопасности».
Тельчек подчеркнул, что в последующей дискуссии никто из участников не задал вопросов о том, как именно следует выстраивать более тесное партнёрство между НАТО и Россией.

## Представление Путина Тельчеком
В своих вступительных замечаниях к речи Путина Тельчек указал на важность германо-российских отношений как для Европейского союза, так и в контексте того, что Германия в тот момент председательствовала в ЕС и «Большой восьмёрке». Подготовка к обновлению Соглашения о партнёрстве и сотрудничестве между Россией и ЕС уже шла полным ходом.

## Содержание
В начале своей 32-минутной речи Путин отметил, что формат конференции по безопасности позволяет ему «избежать излишней вежливости», не прибегать к «отшлифованным, приятным, но пустым дипломатическим фразам» и говорить откровенно. Он выразил надежду, что председатель конференции Хорст Тельчик не сразу «включит красный свет» и не отключит ему микрофон.

### Критика однополярного миропорядка
Путин подчеркнул «всеобъемлющий и неделимый характер безопасности», заявив: «Безопасность каждого — это безопасность всех». Он процитировал Франклина Рузвельта: «Где бы ни была нарушена безопасность, она одновременно оказывается под угрозой повсюду».
Это подвело Путина к резкой критике однополярного миропорядка и доминирования США, которое, по его мнению, поставило под угрозу глобальный мир после разрушения баланса сил времён холодной войны. Он осудил «почти неограниченное, гипертрофированное использование силы в международных отношениях» со стороны США. По его словам, результатом такого доминирования стало то, что «никто не чувствует себя в безопасности! Потому что никто не может считать, что международное право — это каменная стена, способная их защитить. Такая политика, конечно, стимулирует гонку вооружений». Он поставил под сомнение легитимность такой системы: «Однополярная модель не только неприемлема, но и невозможна в современном мире», утверждая, что она порождает нестабильность, игнорируя суверенитет других стран и подрывая глобальную безопасность. Он предупредил, что эта неустойчивая система вынуждает государства вооружаться, включая ядерное оружие, упомянув в этом контексте иранскую ядерную программу:
Однополярный мир означает один центр силы, один центр влияния, один центр принятия решений. Это неприемлемо для мира. Это разрушительно — даже для самого гегемона.
Путин назвал «однополярную модель» морально и этически несостоятельной. Он предостерёг ЕС и НАТО от одностороннего разрешения конфликтов, указав на «необузданное применение силы» и подрыв международного права. По его мнению, только Устав ООН должен регулировать применение военной силы, и он отверг возможность замены ООН на ЕС или НАТО.

### Роль бедности
Путин назвал глобальную бедность одной из ключевых угроз безопасности, но подверг критике программы помощи, при которых корпорации стран-доноров «прибирают деньги к рукам». Он осудил развитые страны за сохранение сельскохозяйственных субсидий: «Давайте называть вещи своими именами: одной рукой они предлагают „благотворительность“, а другой — поддерживают экономическую отсталость и извлекают прибыль».

### Роль ОБСЕ и НПО
Путин обвинил ОБСЕ в том, что организация превратилась в инструмент США для вмешательства во внутренние дела стран-участниц. Он утверждал, что её бюрократия и механизмы принятия решений оторваны от самих государств-членов. Аналогично, он заявил, что финансируемые из-за рубежа неправительственные организации, несмотря на формальную независимость, служат инструментами внешнего контроля.

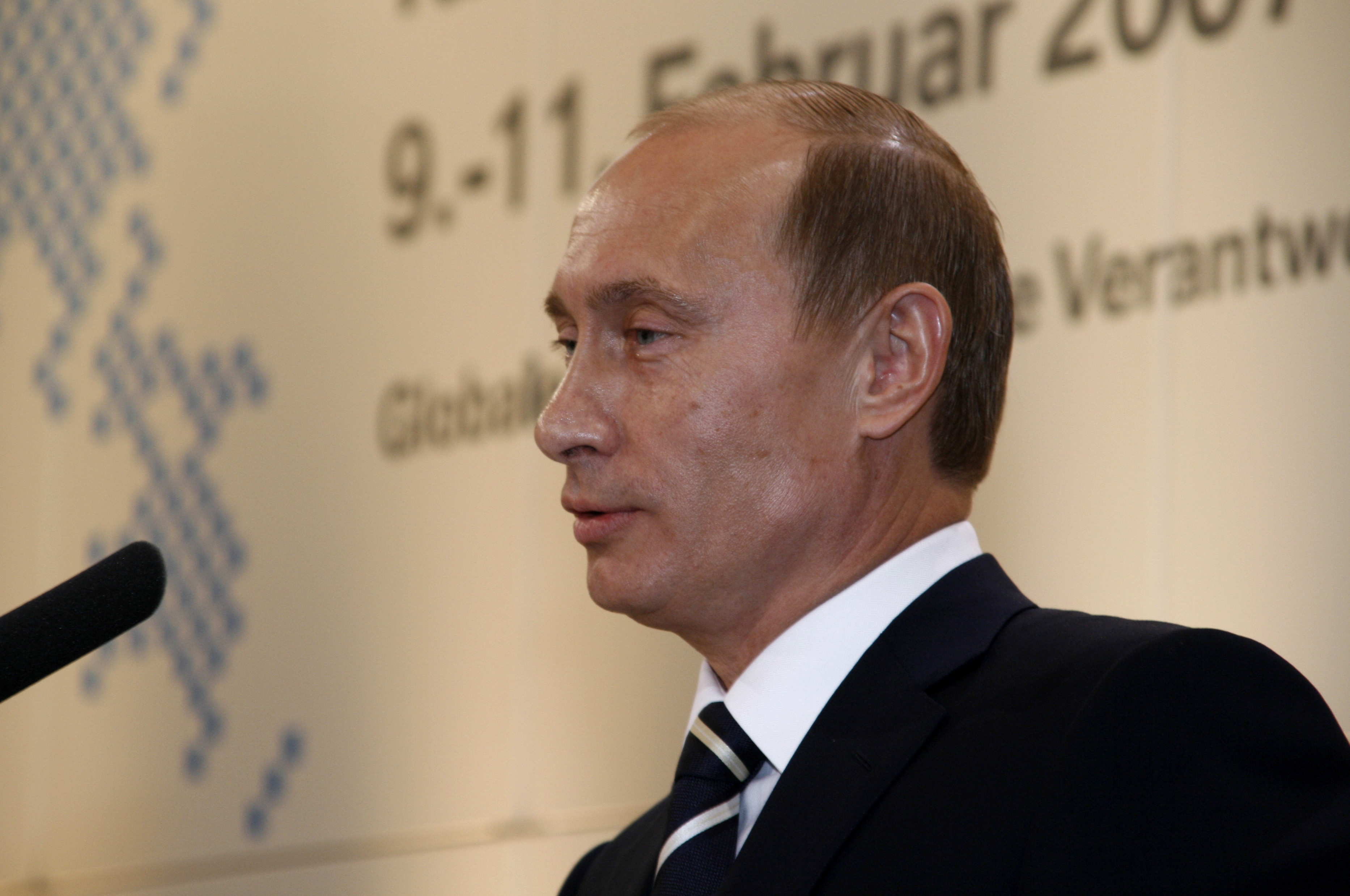
Путин во время своего выступления, 2007 год

### Военные интервенции
Путин подверг критике военные интервенции под руководством США, осуществляемые без международного консенсуса или юридических оснований, утверждая, что они несут хаос, а не стабильность:
Мы видим растущее пренебрежение основополагающими принципами международного права. Одно государство — Соединённые Штаты — вышло за пределы своих национальных границ во всех сферах.

### Милитаризация космоса
Путин предупредил, что милитаризация космоса может привести к непредсказуемым последствиям. Он подчеркнул инициативы России по заключению договоров, запрещающих размещение вооружений в космосе.

### Разоружение
Путин раскритиковал страны НАТО за отказ ратифицировать Адаптированный договор об обычных вооружённых силах в Европе, заключённый в 1999 году, заявив: «Прошло семь лет, и только четыре государства ратифицировали этот документ, включая Российскую Федерацию», в то время как создаются «так называемые лёгкие передовые американские базы» в Болгарии и Румынии. Он обвинил НАТО в передвижении боевых сил к границам России, несмотря на соблюдение условий договора со стороны Москвы (Россия приостановит своё участие в договоре в июле 2007 года).

### Критика американской системы ПРО
Путин выступил против планов США по размещению системы противоракетной обороны в Польше и Чехии, отвергнув официальную версию о её предназначении для защиты от Ирана. Он утверждал, что иранские ракеты не обладают достаточной дальностью для угрозы Европе, и предупредил, что настоящей целью системы является Россия, а её создание может спровоцировать новую гонку вооружений. Путин также публично выступил против размещения американской ПРО в Европе и 7 июня 2007 года представил президенту Джорджу Бушу альтернативное предложение, которое было отклонено.

### Расширение НАТО и вопросы безопасности
В то время как НАТО готовилось в 2008 году пригласить Украину и Грузию стать странами-членами, Путин подчеркнул, что Россия воспринимает как угрозу как прошлое, так и планируемое расширение альянса на восток:
Думаю, очевидно, что расширение НАТО не имеет никакого отношения к модернизации самого Альянса или к обеспечению безопасности в Европе. Напротив, это серьёзная провокация, снижающая уровень взаимного доверия. И мы имеем право спросить: против кого направлено это расширение? И что стало с заверениями наших западных партнёров после распада Организации Варшавского договора? Где сегодня эти заявления? О них никто даже не вспоминает.
Путин назвал расширение НАТО на восток «провокационным» шагом, подрывающим доверие. Он утверждал, что военная инфраструктура НАТО, приближающаяся к границам России, противоречит послеваршавским заверениям о том, что альянс не будет расширяться. Ссылаясь на бывшего Генерального секретаря НАТО Манфреда Вёрнера, Путин отметил: «Тот факт, что мы готовы не размещать силы НАТО за пределами Германии, даёт Советскому Союзу твёрдые гарантии безопасности». Он предостерёг от «безудержных военных амбиций» НАТО и обвинил альянс в навязывании своей воли другим странам.

### Энергетическая политика
Путин охарактеризовал Россию как надёжного поставщика энергии, призвав отказаться от использования энергетики в качестве политического рычага: «Мы не враг, а партнёр», подчеркнув важность прозрачной и справедливой энергетической политики.

### Призыв к многополярному миру
Путин выступил за многополярный мир с множеством центров силы, сотрудничающих на основе международного права и под эгидой ООН. Он подчеркнул взаимное уважение и суверенитет как основу стабильности:
Только совместными усилиями мы сможем ответить на современные вызовы.

### Самооценка России
В завершение Путин отметил, что Россию и лично его самого часто призывают играть ещё более активную роль в мировых делах. В связи с этим он сделал следующее замечание:
Мы очень часто, и я лично очень часто слышу призывы к России со стороны наших партнеров, в том числе и со стороны европейских партнеров, играть более и более активную роль в мировых делах. В этой связи позволю себе сделать одну маленькую ремарку. Вряд ли нас нужно подталкивать и стимулировать к этому. Россия – страна с более чем тысячелетней историей, и практически всегда она пользовалась привилегией проводить независимую внешнюю политику. Мы не собираемся изменять этой традиции и сегодня. Вместе с тем мы хорошо видим, как изменился мир, реалистично оцениваем свои собственные возможности и свой собственный потенциал. И, конечно, нам бы также хотелось иметь дело с ответственными и тоже самостоятельными партнерами, с которыми мы вместе могли бы работать над строительством справедливого и демократического мироустройства, обеспечивая в нем безопасность и процветание не для избранных, а для всех.

## После выступления
После выступления канцлер Германии Ангела Меркель провела с Путиным приватную беседу. По данным Die Welt, беседа прошла в приятной атмосфере, и настроение стало более расслабленным. Путин пригласил лидера ХСС Эдмунда Штойбера в Москву с прощальным визитом. По данным Die Welt, они настолько подружились, что начали обращаться друг к другу на «ты».
Министр обороны США Роберт Гейтс принял приглашение Путина и Иванова посетить Москву[.
Вечером, согласно La Stampa, Путин вновь подверг критике телеканал Al Jazeera, заявив, что американское вмешательство принесло Ираку больше разрушений, чем диктатура Саддама Хусейна. В тот же вечер Белый дом через пресс-секретаря Гордона Джондро отреагировал на выступление: «Мы удивлены и разочарованы заявлениями президента Путина. Его обвинения ложны. Мы рассчитываем продолжить сотрудничество с Россией в таких важных для международного сообщества областях, как борьба с терроризмом и сокращение угрозы распространения оружия массового уничтожения».
Что касается недоразумения с Артуро Паризи, Путин сказал: «Возможно, я неправильно понял министра обороны Италии, когда он сказал, что ООН, ЕС и НАТО — это международные организации, которые могут легитимизировать применение силы. Мы считаем, что это может сделать только ООН». Паризи ответил, согласно La Stampa: «Мы согласны. Это было недоразумение, которое мы сразу же прояснили».

### Панельная дискуссия 11 февраля

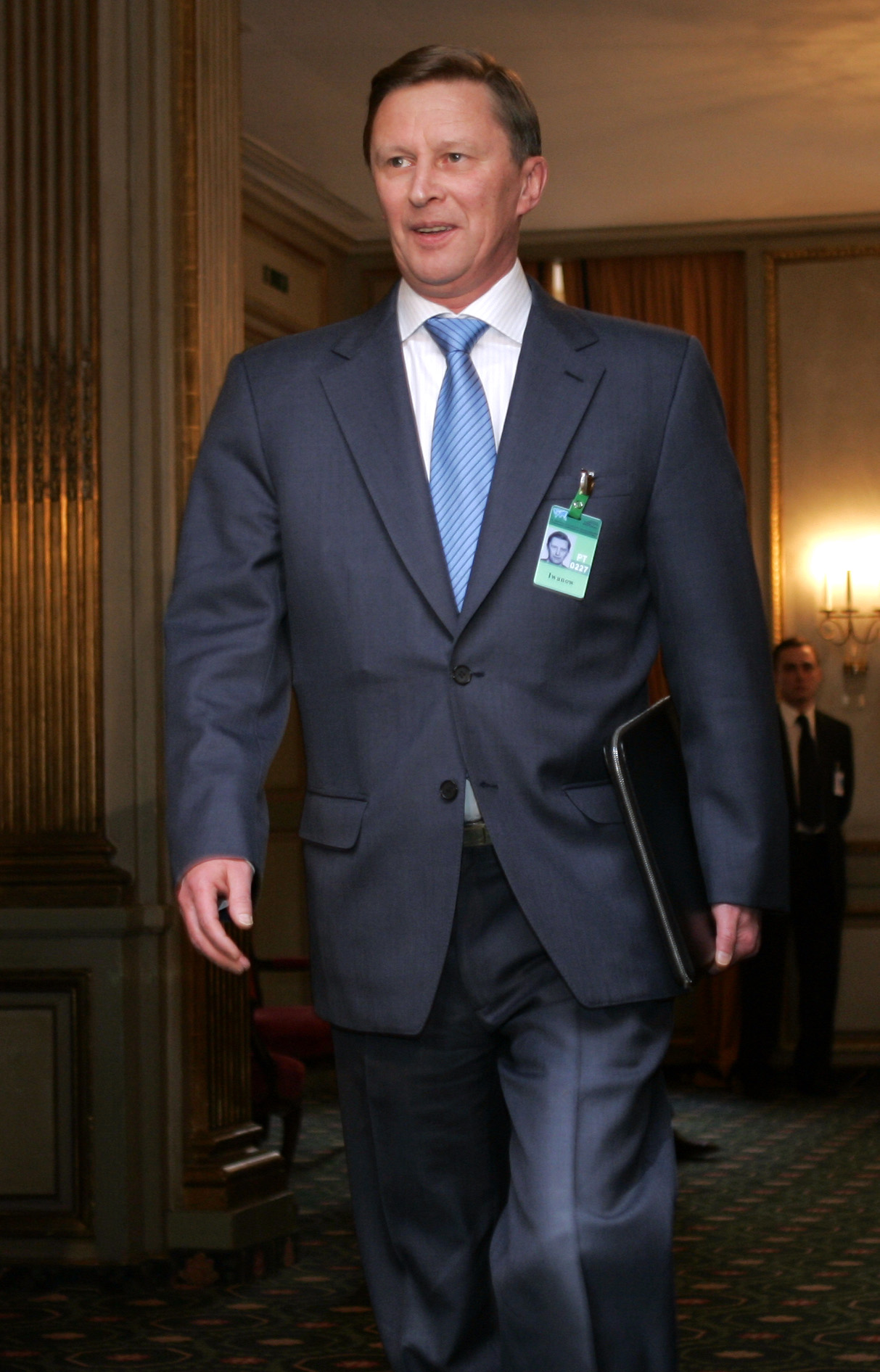
Заместитель Председателя Правительства и министр обороны России Сергей Иванов, 2007 год

Министр обороны России Сергей Иванов, открывавший заключительную панель 43-й Мюнхенской конференции по безопасности, выступил «заметно спокойнее, чем президент накануне», и заявил, что его правительство сделало борьбу с терроризмом приоритетом саммита G8 в Санкт-Петербурге в 2006 году. По его словам, война Запада с терроризмом — это не борьба с военной угрозой, а с асимметричной тактикой. Он вновь повторил требование Путина о необходимости легитимности Совета Безопасности ООН для любой военной акции и отказался обсуждать Чечню. Как указано в дипломатической депеше посольства США, Иванов защитил «спорные заявления» Путина, сделанные накануне: речь Путина, по его словам, лишь напомнила международному сообществу, что США и НАТО нарушили обязательство, данное более десяти лет назад, не расширять НАТО до российских границ. Россия не будет навязывать свои взгляды другим странам. У России нет намерения провоцировать вторую холодную войну — холодная война не выгодна ни одной стране.
Иванов также представил данные об увеличении военных расходов США за последние годы, которые, по его словам, вдвое превысили уровень времён холодной войны, тогда как российские военные расходы составляют около 2,7 % ВВП, что значительно меньше почти 30 % ВВП Советского Союза в период холодной войны. Он заявил, что Россия не примет многосторонних решений, навязанных ей извне, в разработке которых она не участвовала.

## Визит Стивена Хэдли в Москву
22 февраля 2007 года советник по национальной безопасности США Стивен Хэдли прибыл с визитом в Москву, где сначала встретился с секретарём Совета безопасности России, бывшим министром иностранных дел Игорем Ивановым, а затем — с первым вице-премьером Сергеем Ивановым и Дмитрием Медведевым. По информации Neue Zürcher Zeitung, Игорь Иванов подчеркнул, что преодоление вызовов международного терроризма, распространения оружия массового уничтожения и нерешённых региональных конфликтов будет зависеть от эффективности сотрудничества между США и Россией. Хэдли указал на ряд вопросов, по которым имеется согласие сторон. Среди тем обсуждения были ядерная проблема Ирана, ситуация в Северной Корее, Косово, а также положение дел в Ираке и Афганистане. Игорь Иванов особо подчеркнул важность интенсивного, всё ещё развивающегося диалога для предотвращения взаимных недоразумений и раздражения. Подобные высказывания сделал и Сергей Иванов.
Москва уделила особое внимание американским планам по созданию системы противоракетной обороны, хотя Хэдли заверил, что эти системы не направлены против российских ракет. Он выразил недоумение в связи с тем, что высокопоставленные российские военные выступили за расторжение договора о ликвидации ракет средней и меньшей дальности (РСМД) из-за планов США по ПРО, и напомнил о важности этого договора для безопасности в Европе. Как прокомментировала Neue Zürcher Zeitung: «Похоже, это не смогло развеять опасения России оказаться в проигрыше в балансе ядерного сдерживания».

## Реакция

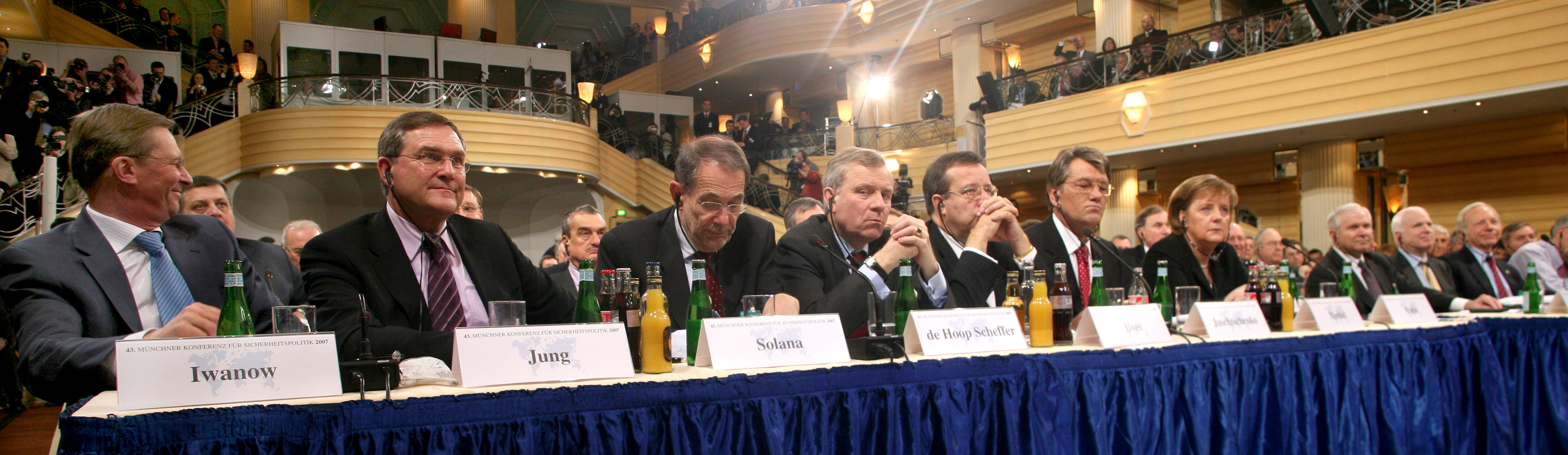
Первый ряд с участниками конференции во время речи Путина. Крайний слева — Сергей Иванов, 2007 год

### Общие оценки
По словам Йохена Биттнера (Die Zeit), многие политики и эксперты по вопросам безопасности, похоже, не до конца осознали значение слов Путина сразу после его выступления. Курт Бек в своей последующей речи без всякого впечатления заявил, что Германия намерена «продвигать особое стратегическое партнёрство с Россией». Делегация США, находившаяся в первом ряду, предчувствовала худшее. Лица были окаменелыми, — писал Spiegel.
Давид Игнатиус, присутствовавший на конференции, писал в ретроспективе в 2022 году, что речь Путина тогда не произвела особого впечатления: «Америка вела тогда две горячие войны — в Ираке и Афганистане, а Россия Путина казалась слишком слабой, чтобы вызывать беспокойство».
Американские делегаты на конференции сошлись во мнении, что в речи Путина имели место «самые агрессивные выражения, которые кто-либо из российских лидеров делал со времён Холодной войны». Тем не менее, реакция министра обороны США Роберта Гейтса была весьма сдержанной. Гейтс в своих мемуарах прокомментировал, что «все» были удивлены этой обличительной речью против США, а общее впечатление, особенно у европейцев, было как от холодного душа.

### НАТО

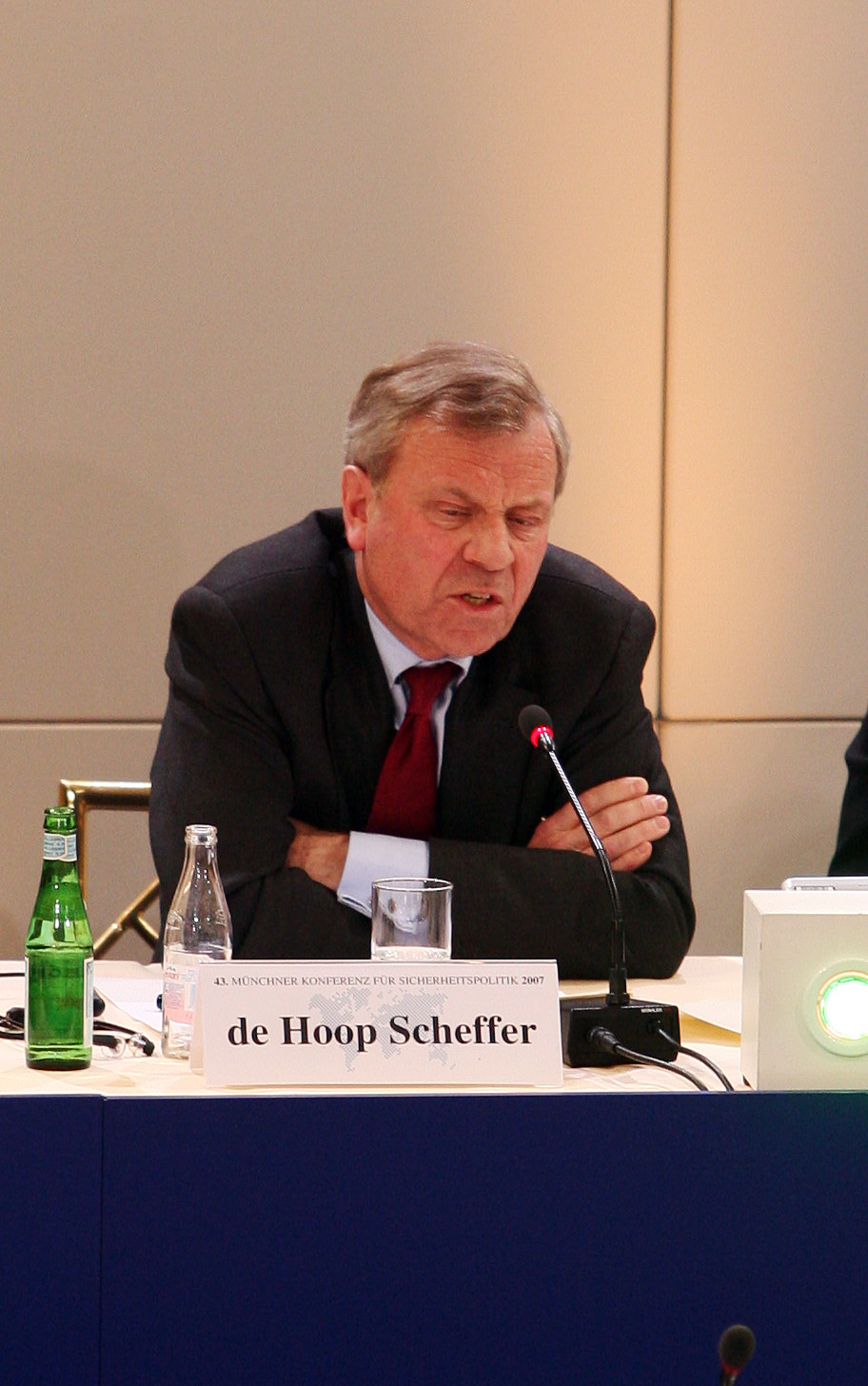
Яап де Хооп Схеффер на конференции в Мюнхене, 2007 год

Генеральный секретарь НАТО Яап де Хооп Схеффер отреагировал раздражённо и увидел в этом «разрыв»: заявления Путина не соответствовали столь часто провозглашаемому «партнёрству между Россией и НАТО» (согласно Neue Zürcher Zeitung, де Хооп Схеффер говорил о «разрыве между фактами и риторикой»). В своей речи он выразил разочарование и непонимание в отношении критики Путина расширения НАТО. Он задал вопрос: как можно беспокоиться о том, что «демократия и верховенство закона приближаются к границам»?:
Я должен честно признаться, что вижу несоответствие между партнёрством Россия–НАТО, как оно развивалось и развивается, и речью президента Путина, которую мы слышали сегодня утром. Я не могу скрыть своего разочарования… Я думаю, это не способствует делу, потому что это партнёрство между НАТО и Россией представляет ценность для обеих сторон. (…) И кто может быть обеспокоен этим? Я задаю этот вопрос себе и вам риторически — и я знаю, что цитирую здесь президента Ильвеса из Эстонии — кто может быть обеспокоен тем, что демократия и правовое государство приближаются к границам страны? Кто может этим быть обеспокоен? Я — нет, и думаю, никто не должен быть. В этом смысле я надеюсь, что будут найдены пути, которые помогут смягчить моё разочарование — и, думаю, также разочарование союзников».

### Германия
Канцлер Германии Ангела Меркель выразила убеждённость в том, что и в будущем НАТО останется «наиболее сильным выражением совместно сформулированной политики безопасности».[41] В своих мемуарах, опубликованных в 2024 году, Меркель писала, что для Путина единственной точкой отсчёта были Соединённые Штаты. Он мечтал о ролях, которые Советский Союз и США играли в былые времена холодной войны, когда они противостояли друг другу как две сверхдержавы. Она критиковала Путина за самодовольство: он не сказал ни слова о нерешённых конфликтах у своего порога — в Нагорном Карабахе, Молдавии и Грузии. Он, хотя и критиковал операцию НАТО в Сербии, ни словом не обмолвился о зверствах сербов во время распада бывшей Югославии. Зато критика войны в Ираке, по её мнению, оказалась оправданной. Меркель выразила сожаление по поводу провала ратификации адаптированного Договора об обычных вооружённых силах в Европе (ДОВСЕ), который был заблокирован странами НАТО, сославшимися на присутствие российских военных наблюдателей в Грузии.

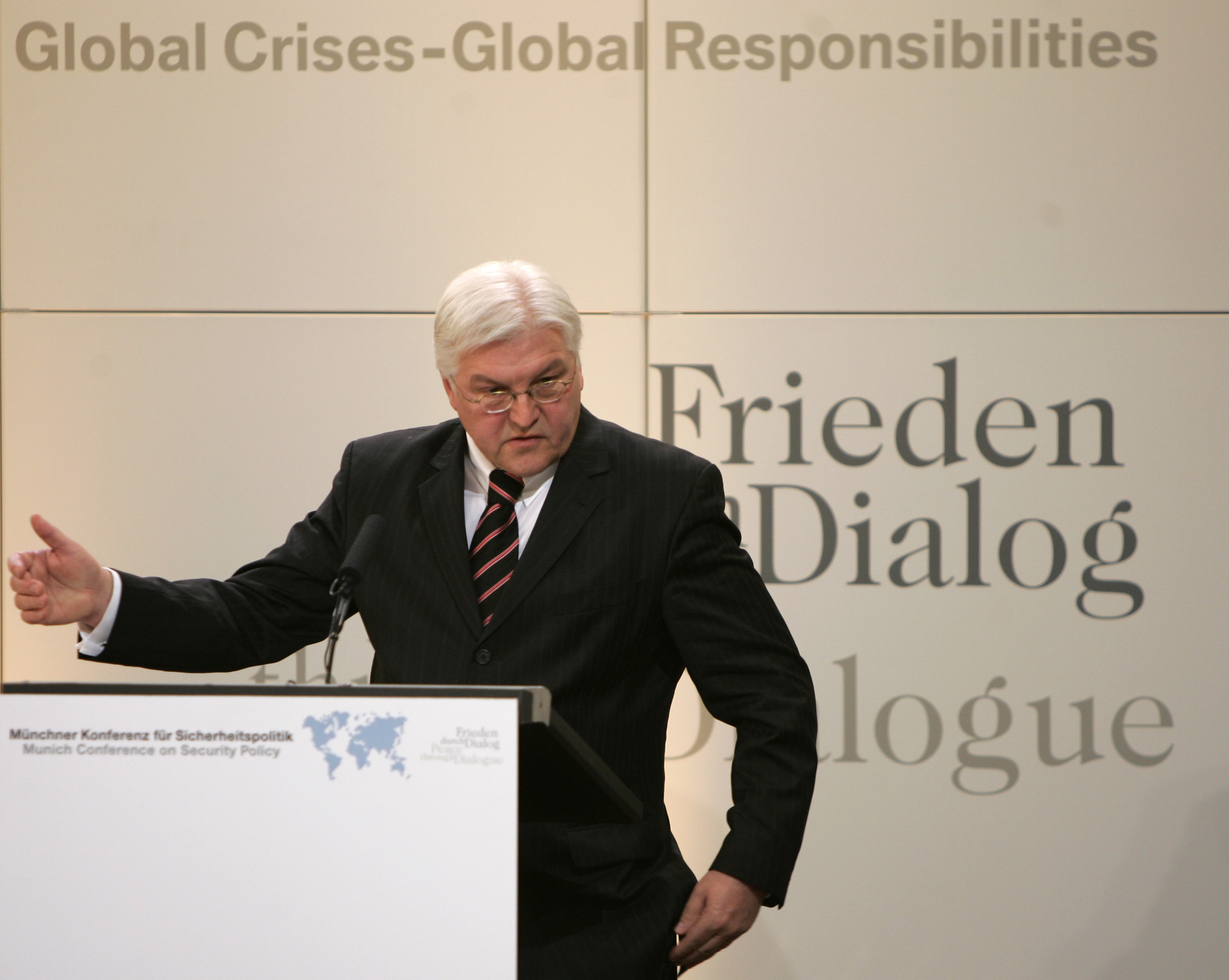
Франк-Вальтер Штайнмайер на конференции в Мюнхене, 2007 год

Министр иностранных дел Франк-Вальтер Штайнмайер в своём выступлении ни разу не упомянул речь Путина. В завершении он отметил, что сотрудничество Европы с Россией, США и Китаем является ключевым для решения важнейших вопросов безопасности. Он указал на необходимость удерживать Иран и другие государства от ядерной гонки вооружений и подчеркнул, что взаимодействие с Россией имеет важное значение для сдерживания конфликтов и ядерного разоружения. В заключение Штайнмайер призвал укреплять евроатлантическое партнёрство с помощью креативного и динамичного сотрудничества, чтобы сформировать стабильный мировой порядок и создать лучший мир.
Внешнеполитический эксперт ХДС и в то время лидер оппозиции в парламенте Берлина, Фридберт Пфлюгер, разделил разочарование де Хооп Схеффера. По его словам, от Путина ожидали речи о стратегическом партнёрстве между НАТО и Россией, «но от этого он был далёк». В выступлении Путина, по мнению Пфлюгера, чувствовалась «большая обида», «обида из-за утраченной роли мировой державы».
Министр обороны Франц Йозеф Юнг выразил понимание обеспокоенности Путина и заявил: «Я надеюсь, что мы сможем обсудить это на следующем заседании Совета Россия-НАТО». В своём выступлении он подчеркнул, что Россия — важный партнёр для НАТО, особенно в рамках партнёрства Совета Россия-НАТО. Он признал наличие общих интересов в сфере безопасности, но также отметил, что НАТО не может выступать в роли мировой полиции и что её основной задачей по-прежнему остаётся защита интересов Европы и Северной Америки. Однако, по его мнению, НАТО также должна играть ключевую роль в преодолении глобальных кризисов.

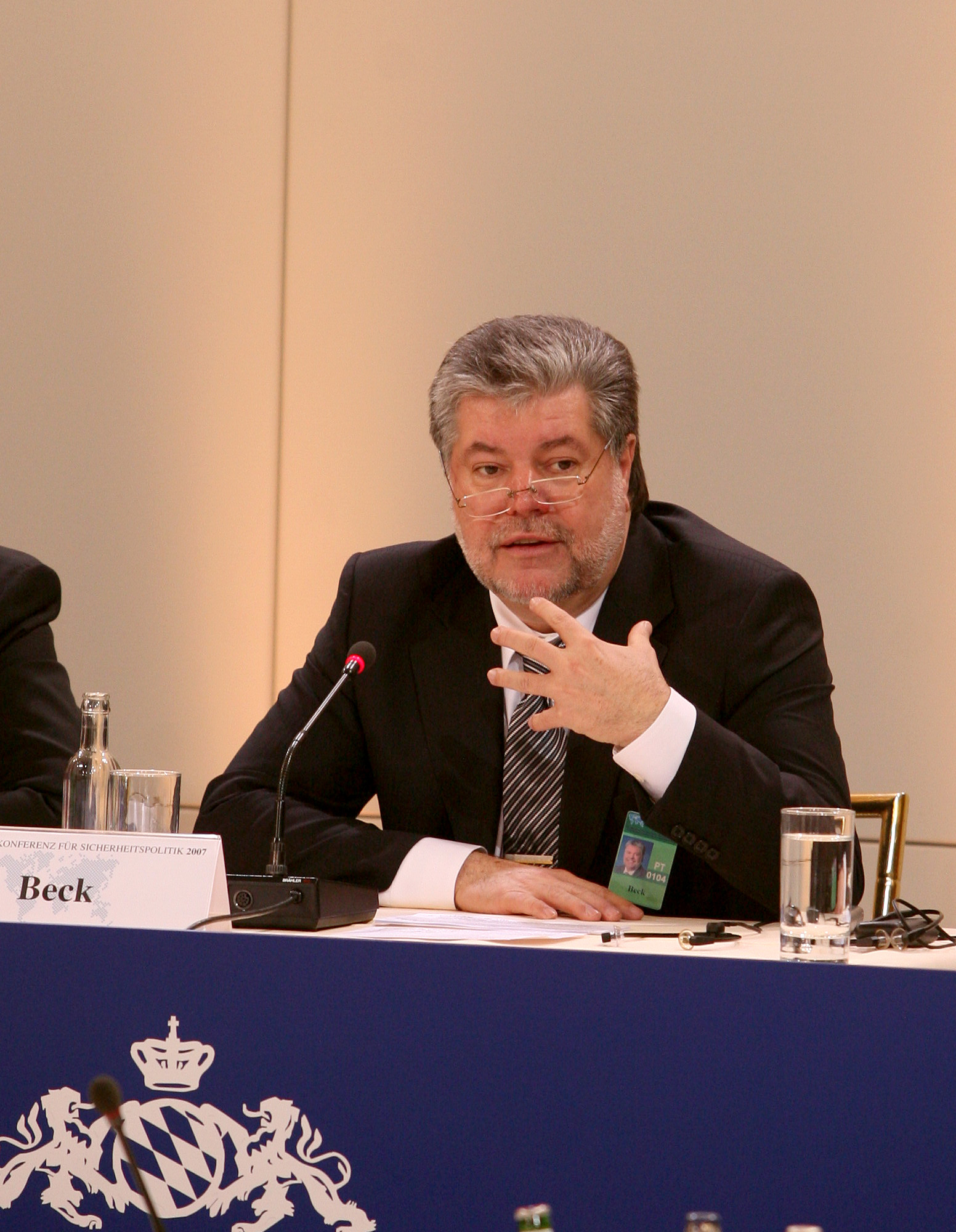
Курт Бек на конференции в Мюнхене, 2007 год

После речи Путина Курта Бека спросили, не началась ли новая холодная война. «Я увидел как раз обратное. Мы имели открытый обмен мнениями о том, как можно достичь стабильного сосуществования». Бек выразил впечатление от открытости Путина и отверг опасения по поводу нового холодного противостояния. Он заявил: «Нужно вести более интенсивный диалог с Россией». — «Мы имели открытый обмен мнениями о том, как можно достичь стабильного сосуществования». Эксперт по внешней политике от СДПГ Карстен Фойгт отметил, что Путин в своей речи не стремился к одобрению со стороны участников конференции. Он обращался напрямую к широкой общественности. Это не была пропагандистская речь, стало ясно, что Путин действительно думает: «Мы должны отнестись к этому серьёзно».
Бывший председатель Военного комитета НАТО Клаус Науманн указал, что Путин упустил шанс и потерял симпатии: он пытался «создать образ сильной России, хотя на самом деле страна была слаба».
Хорст Тельчек 2 июня 2007 года заявил, что многие положения из речи Путина до сих пор не были восприняты. Эта речь ясно показала необходимость диалога на высшем уровне, к которому, однако, не приступили. По мнению Тельчека, выступление Путина было ответом на агрессивную речь американского сенатора Джона Маккейна годом ранее. Это не был, как часто утверждается, новый холодный конфликт. Поведение России объясняется ослабленным имиджем США и внутренней ситуацией Путина накануне выборов в Государственную Думу и президентских выборов. Кроме того, Путин справедливо ощущал недостаток информации и консультаций, например, по вопросу вступления Украины в НАТО. Мудрость требует учёта российской точки зрения и содействия интеграции России в Европу. Отношения НАТО с Россией необходимо развивать, как это в значительной степени игнорируемо отметила Ангела Меркель; также следует рассмотреть возможность вступления России в НАТО и, как предлагала партия «Яблоко», в ЕС. Продолжение «политики партнёрства Коля» имеет решающее значение для предотвращения отката России к прежним политическим формам. Демократизации России требуется время; предъявляемые к ней стандарты завышены и по сравнению с подходом к другим странам, таким как Китай, несправедливы. Видение общеевропейского порядка, как это было заложено в Парижской хартии для новой Европы (1990), не было реализовано стратегически и кооперативно; действия политиков напоминали скорее стихийное лавирование, состоящее из реакций на неожиданные события.
Ангелика Беер из партии «Союз 90 / Зелёные» заявила: «Я не вижу, как на этой основе мы сможем договориться о новом пакте партнёрства».

### Россия
Пресс-секретарь Путина Дмитрий Песков подчеркнул, что цель речи заключалась в том, чтобы показать, что Россия, благодаря возросшей роли на мировой арене, претендует на право голоса, и назвал выступление «тревожным сигналом». Речь шла «не о конфронтации, а об обеспокоенности». Министр иностранных дел Сергей Иванов, принимавший участие в конференции в седьмой раз, заявил на последующей пресс-конференции: «Я считаю, что речь президента России была очень точной. Это не мышление времён холодной войны». Иванов напомнил о разнице в оборонных бюджетах, а также о том, что в мире происходит больше вооружённых конфликтов, чем во времена холодной войны и что система противоракетной обороны в Польше и Чехии технически направлена только против России.

### США

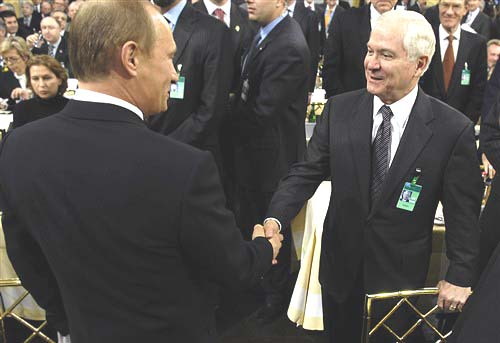
Путин (слева) и министр обороны США Роберт Гейтс на конференции в Мюнхене, 2007 год

Сенатор Джон Маккейн не согласился с оценкой Путина роли США. По его словам, Россия всё больше отдаляется от «наших фундаментальных ценностей», что делает партнёрство невозможным. Он подчеркнул, что в мире нет однополярности, а американские базы в Восточной Европе появились по желанию новых членов альянса. Маккейн назвал речь крайне агрессивной, однако заявил, что США приветствуют диалог и с нетерпением ждут дальнейших обсуждений.
Джо Либерман назвал высказывания Путина провокационными и разочаровывающими, поскольку надеялся, что «мы уже переросли такую риторику».
Сенатор Линдси Грэм заметил: «Одной лишь своей речью он сделал больше для объединения Соединённых Штатов и Европы, чем мы смогли бы достичь за десятилетие».
Министр обороны США Роберт Гейтс заявил в своей вступительной речи на следующий, заключительный день конференции: «Никто не хочет новой холодной войны с Россией». Он отметил, что многие из присутствующих — дипломаты и политики, и, как и Путин, он сам сделал карьеру в разведке. «И, думаю, у старых шпионов есть привычка говорить прямо». Гейтс выразил обеспокоенность в связи с поставками оружия со стороны России. Он отметил, что Россия может использовать энергетические ресурсы в политических целях, что может угрожать международной стабильности. Тем не менее, он признал наличие общих проблем и вызовов, которые следует решать в партнёрстве с другими странами, включая Россию.
По сообщению Neue Zürcher Zeitung, Гейтс заявил, что в мировом переломе 1989/91 годов дело было не просто в победе НАТО над Варшавским договором, а в том, что идеи свободы и прав человека оказались привлекательнее и сильнее сил подавления и несвободы. Также он намеренно дистанцировался от устаревших различий между «старой» и «новой» Европой, которые его предшественник Рамсфелд неоднократно использовал, чем раздражал партнёров по НАТО по эту сторону Атлантики. Гейтс спокойно и с удивлением воспринял обвинения Путина, упомянув при этом приглашение от Путина и министра обороны Иванова посетить Москву.
В своих мемуарах Гейтс писал, что во время выступления Путина делал заметки и переработал свой собственный текст речи, поскольку «резкость» высказываний Путина показалась ему возможностью. После консультаций с заместителем помощника госсекретаря по делам Европы Дэном Фата и вопреки ожиданиям некоторых американских чиновников, он решил в своём первом публичном выступлении в качестве министра обороны не отвечать в том же тоне, а использовать юмор как оружие. Его речь была позитивно воспринята как аудиторией, так и впоследствии в Европе и США. Чарльз Пауэлл удачно охарактеризовал общее впечатление: Гейтс попал в нужный тон мрачного юмора, «влепив Путину пощёчину и поставив его на место». После конференции он сообщил Бушу о своей уверенности в том, что Запад, а особенно США, с 1993 года сильно недооценили масштаб унижения, пережитого Россией после поражения в холодной войне и последующего распада Советского Союза, что означало конец многовековой Российской империи:
Арогантность американских государственных чиновников, учёных, бизнесменов и политиков после распада СССР, пытавшихся диктовать россиянам, как управлять своими внутренними и внешними делами (не говоря уже о внутренних психологических последствиях стремительного утраты статуса сверхдержавы), привела к глубокой и долговременной обиде и ожесточению.

### Чехия

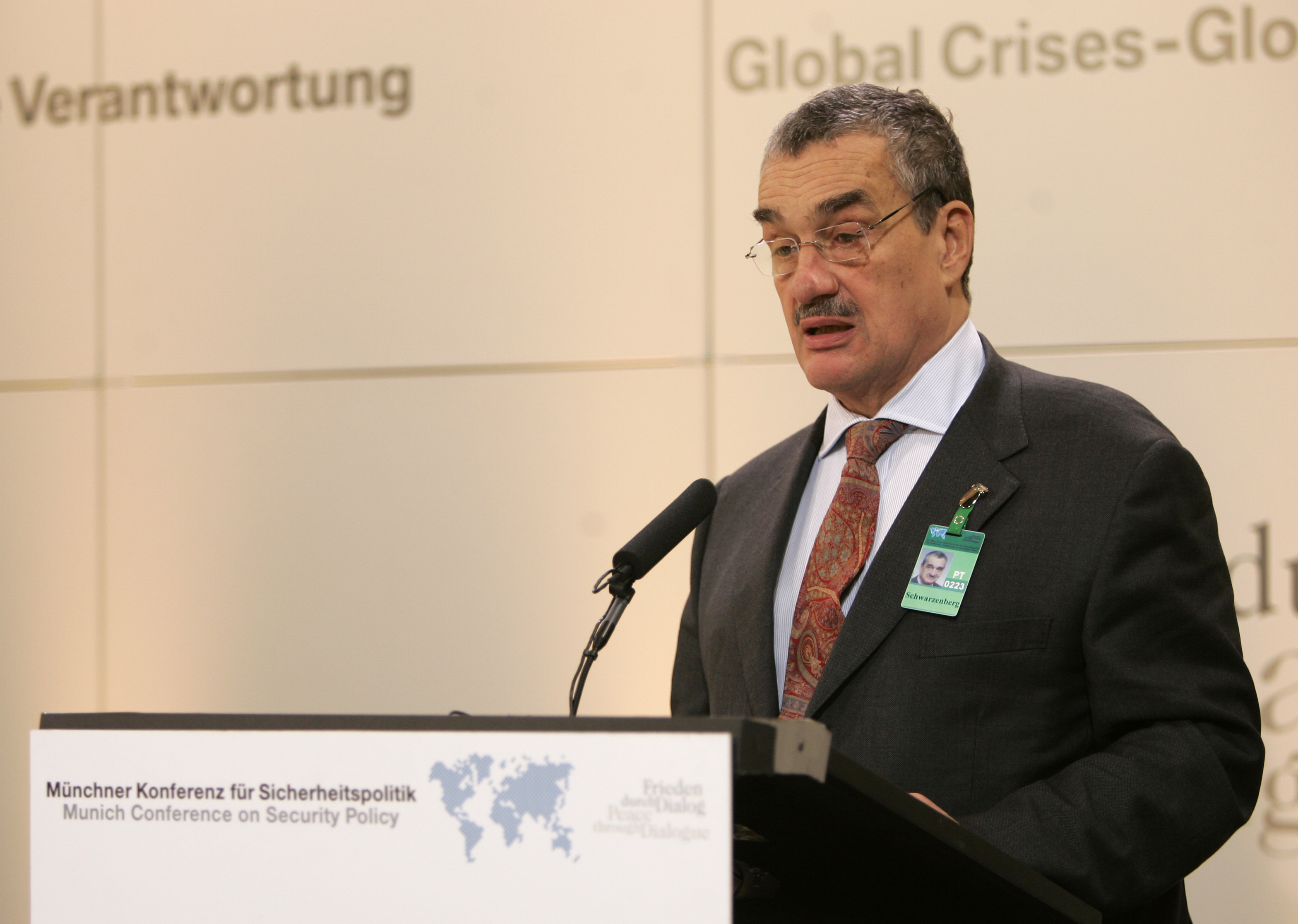
Карел Шварценберг на конференции в Мюнхене, 2007 год

Новый министр иностранных дел Чехии Карел Шварценберг заявил: «Кто-то здесь не понял, что Советского Союза больше не существует». Если Польша и Чехия станут частью системы противоракетной обороны, это касается Польши, Чехии и НАТО — и никого больше, сказал он, по данным Stern. По словам Шварценберга, как передаёт Reuters, заявления Путина показывают, насколько важно расширение трансатлантического военного альянса НАТО. Его цитирует Reuters: «Мы должны поблагодарить президента Путина, который не только обеспечил конференции куда больше внимания, чем мы ожидали, но и ясно и убедительно аргументировал, почему НАТО следует расширять». С пражской точки зрения идея российской «зоны вето» в Восточной Европе, лежащая в основе обвинений Путина, окончательно устарела.

### Швеция
Министр иностранных дел Швеции Карл Бильдт заявил агентству Reuters: «Это и есть настоящая Россия сегодня, и, возможно, через четыре или пять лет она сделает ещё несколько шагов в этом направлении».

### Разное
Газета Los Angeles Times вышла с передовицей Макса Бута, где он отметил, что речь Путина не затронула серьёзных проблем его страны, но была патетической попыткой расширить влияние и поддержать иллюзию о том, что Россия остаётся великой державой.
Месяцы, последовавшие за Мюнхенской речью, были отмечены напряжённостью и всплеском риторики по обе стороны Атлантики, хотя и российские, и американские официальные лица отрицали идею новой холодной войны.
С российской стороны мюнхенская речь Путина рассматривалась как дальнейшая программа действий внешней политики России конца 2000-х — начала 2010-х годов. Так, политолог и руководитель программы Московского Центра Карнеги Андрей Колесников высказал идею, что своей речью президент «хотел напугать Запад своей откровенностью, полагая, что, возможно, „западные партнёры“ учтут его озабоченности и сделают несколько шагов навстречу. (…) Эффект получился обратный, но и этот вариант Б просчитывался: не хотите — не надо, Россия из фрагмента Запада будет превращаться в сверхсуверенный остров».

## Последствия

### Война в Грузии
Последствия внешнеполитической позиции, ясно обозначенной Путиным в его речи, проявились в войне в Грузии в 2008 году, которую, по словам Экхарта Конце, следует рассматривать как превентивную меру против расширения НАТО на восток. Фиона Хилл в 2016 году отметила связь между заявлениями Путина в 2007 и 2008 годах и грузинской войной:
Путин тогда заявил, что если появится хотя бы малейшее указание на то, что Украина и Грузия намерены вступить в НАТО, это будет для России «красной линией». На Западе это в основном расценили как пустую угрозу.
Однако война в августе 2008 года против Грузии не была воспринята США и НАТО как чёткое предупреждение о настоящих намерениях России, что, по мнению Хилл, объясняется прежде всего ролью, которую в этом играл Михаил Саакашвили.
Тем не менее, эта война стала поворотным моментом в отношениях между Россией и Западом, поскольку показала, что Путин готов к военному вмешательству, если Москва считает, что её важнейшие интересы в области безопасности в том или ином вопросе не были должным образом учтены.

## Современные оценки
В 2017 году политолог и исследователь России Тарас Кузьо в мюнхенской речи Путина находит подтверждение движению в сторону национализма и антиукраинского шовинизма, вместе с превращением России в «консолидированный авторитарный режим» после Революции Роз 2003 года в Грузии и Оранжевой революции 2004 года на Украине.
Спустя десять лет после речи, на 53-й Мюнхенской конференции, прошедшей 18—19 февраля 2017 года, был представлен доклад «Постправда, пост-Запад, постпорядок?», который констатировал глубокий кризис международного порядка и подробно изложил негативные тенденции, наблюдаемые в современном мире.
В 2022 году политолог, старший советник в американском аналитическом центре «Атлантический совет» Харлан Ульман написал в статье для газеты The Hill:
На Мюнхенской конференции по безопасности Путин выступил с гневной тирадой в отношении США в качестве «единственного полюса силы» и против расширения НАТО. Участников заседания шокировала интенсивность нападок Путина, но в целом они отклонили обвинения. Это было ошибкой. Было ясно, что Путин считал, что США и НАТО его не уважают и маргинализируют. Этим лишь усугубило растущее его негодование по поводу, как ему казалось, покровительственного обращения к России с их стороны.
По мнению Андрея Грачева, бывшего пресс-секретаря Михаила Горбачева, на момент конференции Владимир Путин воспринимался многими участниками как «хромая утка», а его речь не была воспринята серьёзно: «Немногие из участников в тот день поняли, что это был не голос человека из прошлого, ностальгирующего по ушедшей эпохе, а крик Путина версии 2.0, угрожающий новой войной».